# Pjotr Aven
Pjotr Olegovitj Aven, ryska: Пëтр Олегович Авен, född 16 mars 1955, är en rysk företagsledare och bankdirektör som är involverad inom företagssfären som kontrolleras av oligarkerna Michail Fridman, German Chan och Aleksej Kuzmitjov. Hans främsta position är som högste chef för den ryska banken Alfa-Bank Aktsionernoje Obsjtjestvo som är ett dotterbolag till investmentbolaget Konsortsium Alfa-Grupp. Innan han började arbeta för Alfa, var han bland annat statstjänsteman till Rysslands finansminister Jegor Gajdar när denne skulle modernisera den nationella ekonomin efter Sovjetunionens kollaps 1991. Den amerikanska ekonomitidskriften Forbes rankade Aven till att vara världens 671:a rikaste med en förmögenhet på $4,4 miljarder för den 26 mars 2022. Jerusalem Post rankade honom som en av världens 50 rikaste judar.
Han avlade en doktor i nationalekonomi vid Moskvauniversitetet.
Aven är en konstsamlare och har verk från bland annat Louise Bourgeois, Lynn Chadwick, Marc Chagall, Natalja Gontjarova, Antony Gormley, Vasilij Kandinskij, Pavel Kutznetsov, Michail Larionov och Henry Moore.